# 南京錠

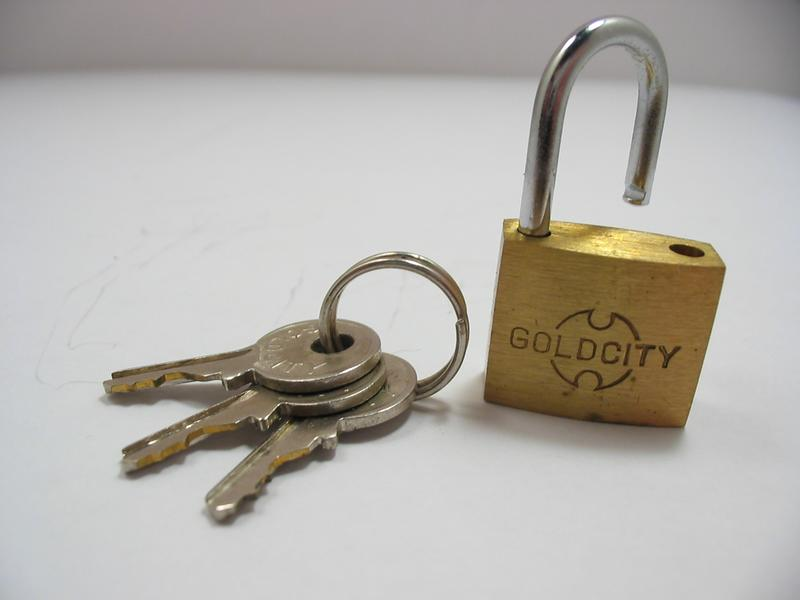
南京錠（右）、その鍵

南京錠（なんきんじょう）は、持ち運び可能な錠前で、何らかの資産・設備・施設を、不法侵入、持ち去り、窃盗、不正使用などから守るのに使われる。
日本における南京錠という名は、近世において、外国由来のものが「南京」を冠して呼ばれたことに由来する。もともとヨーロッパや中国で発展した錠前の一種であり、日本へは江戸時代頃に中国経由で伝わったとされる。

## 歴史
南京錠は、持ち運んでどこでも使える便利な錠前として誕生した。紀元前500年から紀元300年の古代ローマで南京錠が使われていた証拠がある。アジアでも各地で旅をする商人が南京錠を使っていた。こちらは古代ローマよりも古い可能性がある。ばねと歯を使った南京錠がイングランドのヨークにあるヴァイキングの住居跡で出土しており、紀元850年頃のものとされている。
アメリカ合衆国で早くから使われた南京錠は「smokehouse lock」とも呼ばれ、錬鉄の板で作られており、単純なレバー・ウォードの機構を使っていた。このデザインはイングランドから持ち込まれたものである。しかし、セキュリティ手段としてはあまり役に立たなかった。同じ頃、ヨーロッパのスラブ人地方で「スクリュー鍵」式の南京錠が考案されている。螺旋状の鍵を差し込んで、強力なばねで固定されたボルトを引っ張ることで開錠する。これもセキュリティの役に立たなくなると、様々な錠前と鍵が南京錠に使われるようになった。製造技術の向上によって南京錠も改良されていき、smokehouse lock は1910年頃までに使われなくなった。
19世紀中頃、クリストフェル・プールヘムの発明したより安全な「スカンジナビア」式の南京錠がアメリカにもたらされた。鋳鉄製で、錠前機構は回転するディスクが複数枚重なっているディスクタンブラー錠である。それぞれのディスクには鍵が挿入される切り欠きが中央にある。施錠時には、ディスクが掛け金の切り欠きにはまる。McWilliams社が1871年に特許を取得した。スカンジナビア式南京錠は大成功を収め、ニュージャージー州ニューアークのJHW Climax&Co.が1950年代まで生産を続けた。アメリカ合衆国以外では今でもこのタイプの南京錠を製造している国がある。
同じ頃、その形状から「キャストハート」型と呼ばれる南京錠も登場した。smokehouse lockよりも頑丈で、スカンジナビア式よりも耐腐食性がある。真鍮を砂の鋳型で形成しており、より安全なレバータンブラー錠を採用している。重要な特徴として、鍵穴に何かが詰まるのを防ぐためにばね付きのカバーが付いていた。また、錠前自体を失くしたり盗まれたりするのを防ぐため、鎖をつなげられるようになっていた。キャストハート型の南京錠は屋外で風雨にさらされる環境に強いため、鉄道でよく使われた。
1870年代になると、錠前師はキャストハート型の錠前機構を鋳物でなくもっと薄い鉄や真鍮で作った本体に収めた安価な南京錠を作り始めた。本体カバーは金属板を型抜きしたもので、そこにレバータンブラー錠の機構を収め、リベットで留めている。キャストハート型の方が頑丈だが、安価であるためよく売れた。1908年、Adams&Westlake がそのような南京錠の特許を取得。その安さから鉄道でもキャストハート型からそちらに切り替え始めた。他社もこれに便乗して似たような南京錠を製造・販売した。
1877年、Yale & Towne がレバータンブラー式で開錠時に掛け金が回転する形の南京錠の特許を取得した。設計上の重要な点は、錠前機構をカートリッジ化して別に組み立てられるようにした点で、それを真鍮の鋳物の本体に滑り込ませるようになっていた。そして、本体と錠前機構を貫くようにテーパピンで留める。これによって錠前機構を交換できるようになり、南京錠の保守という市場が生まれた。約20年後、ライナス・エール・ジュニアが別のカートリッジ式南京錠を考案した。こちらはピンタンブラー錠の機構を採用し、掛け金がスライドして開くようになっていた。
19世紀初め頃から錠前の製造に機械加工が使えるようになったが、20世紀初めに電力網が整って電動の工作機械が登場するまで機械加工はコストがかかりすぎる技術だった。1905年頃機械加工の南京錠が登場しており、現代の南京錠とほぼ変わらない。初期の機械加工を使った錠前メーカーとしてはCorbinやEagleがある。このころの南京錠は既に分解して錠前機構が交換できるようになっていたものがほとんどである。その後、南京錠の製造には工作機械を使うのが当たり前となっていった。現代の南京錠には道具を使って掛け金（ツル）を切るのが難しくなるよう覆いをつけたものもある。
1920年代初め、Master Lockを創業したハリー・ゾレフはラミネート型の南京錠の製造を開始した。金属板から型抜きした板を重ねて本体を形成する。その中央に穴を開けて錠前機構を収める。錠前機構と重ねた板をリベットで留めている。安価で耐衝撃性に優れていることから人気となった。今も世界各地でこのデザインを真似た南京錠が製造されている。
1930年代に入るとダイカストが主流となってきた。最も安価な製造法というわけではないが、様々なデザインが可能である。Junkunc Brothers、Wise Lock Company、Chicago Lockといったメーカーがある。その後、より安価な加工技術が登場し、ダイカストの南京錠は廃れていった。

## 錠前としての評価
可搬以外の特徴として、開錠には鍵が必要だが施錠時は鍵が不要（公開鍵暗号の特徴を備えている。）ということがある。また、現代では、主に安価で簡易な錠前として使用されている。一般的に普及している南京錠の大半は、専門的な開錠技能の訓練を受けた者にはピッキング、バンピング、また製造元の販売する合鍵の入手などによって数分で開錠が可能である。また侵入や窃盗に多く使われるハンマー、ボルトカッタ、ドリルなどの工具を使用すれば容易に破錠でき、厳重な封印を要する場所の施錠には向いていない。破壊・不正行為に対する南京錠の耐性の定量的評価として、ASTM、Sold Secure（イギリス）、欧州標準化委員会（CEN）、TNO（オランダ）といった組織が開発した試験方法がある。この南京錠の耐性の評価基準は「破錠されるまで〇〇分かかる」というもので、破壊の可能性がないことは、最初から想定していない。例として、Sold Secureによる最上区分の「ゴールド・レート」は、「工具による破壊まで5分を要する」ということを意味する。

## 素材
主に真鍮のものが多いが、鋼鉄製やアルミ製のものもある。真鍮は加工が容易だが強度が低いため、ツル部分をステンレスにして強化したものもある。

## 構造
南京錠は、本体、掛け金（ツル、シャックル）、錠前機構から構成される。掛け金は一般にU字形の金属で、それを守る対象物に引っ掛ける。開錠した状態では、掛け金の一方が本体と離れてスライドしたり回転したりする。中には、直線的な掛け金、円形の掛け金、鎖やケーブルなどの形が定まっていない掛け金もある。開錠すると掛け金が本体と完全に分離するものもある。
南京錠の錠前機構は、本体に組み込まれたものとモジュール化されていて分離、交換可能なものがある。組み込み型の機構としてはディスクタンブラー錠（スカンジナビア式の南京錠に見られる。鍵によって回転させられたディスクが掛け金の先端にある切り欠きとかみ合って施錠する）やレバータンブラー錠（同じく、正しい鍵を回すとボルトが掛け金の切り欠きとかみ合って施錠する）がある。組み込み型の南京錠は分解できない設計になっており、古い南京錠に多い。また、施錠時にも鍵を必要とすることが多い。
現代のモジュール化された南京錠では、タンブラーが直接掛け金を固定するわけではない。その代わりに掛け金の切り欠きとかみ合う機構を解放するときだけ鍵を回す必要があるような構造になっている。つまり、施錠の際は掛け金を本体に押込むだけでよい。また分解が可能な設計になっていて、錠前機構部分を交換することができる。この場合の錠前機構としてはピンタンブラー錠、ウェハータンブラー錠、ディスクタンブラー錠がよく使われる。

## ダイヤル錠
南京錠にはダイヤル錠型のものがあり、鍵の代わりに数字や文字が並んだホイール（ダイヤル）が複数並び、それを正しく組み合わせることで開錠する。
簡易なものでは数字が3桁で1000通りの組み合わせしかない。ダイヤル式南京錠の不正開錠の方法はすでに一応は確立され、ネット上で拡散しているが、やや高価なものには状況に対応し、開錠の番号が可変式になっているものもある。また最近は総当り方式では開錠が困難な、10万通りの組み合わせの5桁のものが登場している。

## 南京錠型アイコン
閉じた南京錠のアイコンは、その対象がセキュアであること、あるいは対象にアクセスできないことを示すために使用されることがある。いずれの場合も、開いた南京錠のアイコンはその逆の意味である。
前者の例として、ウェブでHTTPSによるセキュアなトランザクションを実行しているとき、情報は公開鍵暗号で暗号化されて送信されるが、ウェブブラウザによっては、このときに南京錠型アイコンを表示してセキュアなプロトコルを使用していることを示す。
後者の例として、ニンテンドー3DSの設定画面で、ペアレンタルロックが有効になっている項目には掛け金が嵌まっている南京錠型アイコンが表示されるが、無効になっている項目には掛け金が外に出ている南京錠型アイコンが表示される。また、Twitter等のSNSにおいて、投稿を一部の人に対してのみ公開としているアカウントには南京錠型アイコンが表示され、そのようなアカウントは俗に「鍵アカウント」（鍵アカ）と呼ばれる。

## ギャラリー
- ロゴ付きの南京錠
- 中世期の南京錠（カトマンズ）
- バイキング時代の南京錠（ビルカで出土）
- サン・ピエトロ大聖堂の正門にある古い南京錠風の錠前
- オスマン時代風の手作りの南京錠（トルコ）